# Cristinacce
Cristinacce je naselje in občina v francoskem departmaju Corse-du-Sud regije - otoka Korzika. Leta 2007 je naselje imelo 61 prebivalcev.

## Geografija
Kraj leži v zahodnem delu otoka Korzike, 70 km severno od središča Ajaccia.

## Uprava
Občina Cristinacce skupaj s sosednjimi občinami Cargèse, Évisa, Marignana, Osani, Ota, Partinello, Piana in Serriera  sestavlja kanton Deux-Sevi s sedežem v Piani. Kanton je sestavni del okrožja Ajaccio.